# Озерецкое (озеро, Шатурский район)
Озерецкое — озеро в городском поселении Черусти Шатурского района Московской области, в 1,5 км к юго-востоку от города Рошаль.

## Физико-географическая характеристика
Площадь — 0,06 км² (6 га), длина — около 300 м, ширина — около 250 м. Берега озера отлогие, низкие. Западный берег заболочен, а восточный и южный — песчаные.
Глубина — 0,5-4 м, максимальная глубина достигает 4 м. Дно котлованное, песчаное. Вода прозрачная с коричневой окраской.
Зарастаемость озера более 15 %. Среди водной растительности распространены камыш, тростник, рдесты, элодея, ряска, лягушатник, также встречаются осоки, рогоз, стрелолист, кувшинка и частуха подорожниковая. В озере обитают щука, окунь, карась, плотва, язь и линь.
Озеро используется для рыболовства.